# Checoslovaquia en los Juegos Paralímpicos de Heidelberg 1972
Checoslovaquia estuvo representada en los Juegos Paralímpicos de Heidelberg 1972 por un total de 19 deportistas, 14 hombres y cinco mujeres.

## Medallistas
El equipo paralímpico checoslovaco obtuvo las siguientes medallas:
| Nombre   | Deporte   | Evento           |
| -------- | --------- | ---------------- |
| Oro      |           |                  |
| —        |           |                  |
| Plata    |           |                  |
| —        |           |                  |
| Bronce   |           |                  |
| Chmelova | Atletismo | Peso 1B femenino |